# Chráněná krajinná oblast Bílé Karpaty
Chráněná krajinná oblast Bílé Karpaty (CHKO Bílé Karpaty) je chráněná krajinná oblast v Česku. Vyhlášena byla 18. února 1981 vyhláškou MK ČSR č. 17 644/80. Rozloha CHKO činí 747 km². Správa CHKO sídlí v Luhačovicích, Dům přírody se nachází ve Veselí nad Moravou. CHKO leží na území okresů Hodonín, Uherské Hradiště a Zlín. Osu CHKO tvoří pohraniční pohoří Bílé Karpaty. Jižně od města Strážnice zasahuje do CHKO Dolnomoravský úval a v oblasti východně od města Luhačovice je součástí CHKO Vizovická vrchovina. 
Jedná se o bilaterální CHKO, kdy česká část má délku 70 km, orientaci severovýchod-jihozápad a leží v nadmořské výšce 168–968 m. Nejnižším místem CHKO je obec Petrov s nadmořskou výškou 168 m n. m. Nejvyšším místem je vrchol Velké Javořiny s 968 m n. m. Slovenská CHKO Biele Karpaty byla založena v roce 1979 a má rozlohu 435 km². Bílé Karpaty představují mimořádnou oblast mezi českými velkoplošnými chráněnými územími především proto, že jsou nejvyšším pohořím jihozápadního okraje vlastního karpatského horského systému. Celá oblast, ale zejména její jižní část, byla po mnoho staletí kultivována člověkem. Přesto, nebo právě proto se zde dochovaly mimořádně cenné přírodní hodnoty a na mnoha místech lze hovořit o harmonické krajině. Pro tyto přírodní a krajinné kvality byly Bílé Karpaty v rámci programu Člověk a biosféra (MAB) organizace UNESCO dne 15. dubna 1996 zařazeny mezi evropské biosférické rezervace. V roce 2000 dostala CHKO Diplom Rady Evropy. Bylo zde vyhlášeno 16 evropsky významných lokalit. Svým charakterem mohou Bílé Karpaty sloužit jako modelové území pro koexistenci zájmů ochrany přírody s hospodářskými aktivitami respektujícími ekologickou únosnost území a jeho přírodní podmínky.
Rozsáhlá historická odlesnění v Bílých Karpatech měla velmi často charakter krajinářských úprav citlivě využívajících zdejších přírodních podmínek. Výsledkem jsou tisíce hektarů jedinečných květnatých luk s roztroušenými dřevinami, představující dnes typický krajinný ráz Bílých Karpat. Z přírodovědného hlediska jsou tyto květnaté karpatské louky pozoruhodné především bohatostí rostlinných společenstev s vysokým zastoupením kriticky ohrožených druhů rostlin. Díky tomu patří k nejcennějším lučním biotopům Evropy a jsou studijní plochou světového významu. Dalším neméně cenným prvkem jsou rozsáhlé lesní komplexy v centrální a severní části pohoří s celou řadou typických prvků karpatské květeny i fauny.
Krajinný ráz střední a severní části Bílých Karpat je dotvářen poměrně řídkým osídlením pasekářského či kopaničářského typu, absencí velkých průmyslových podniků a zachovalou architekturou celých obcí (Lopeník, Vyškovec, Žítková). Pro západní část CHKO jsou charakteristické velmi rozsáhlé komplexy květnatých luk s rozptýlenými soliterními stromy. Střední část CHKO v širším okolí Starého Hrozenkova se nazývá Moravské Kopanice. Její současný vzhled vznikl teprve velmi pozdní valašskou kolonizací v 17.–18. století a vyznačuje se roztroušenou zástavbou, střídáním zalesněných a bezlesých ploch s mozaikou sušších míst, mokřadů, drobných lesíků, křovin a nevelkých políček. Severovýchodní část pohoří v okolí Valašských Klobouk a Brumova patří k Valašsku. Krajina zde již připomíná Javorníky, které na Bílé Karpaty bezprostředně navazují.
Rozmanité způsoby hospodaření, různorodý historický vývoj a v neposlední řadě odlehlost od průmyslových středisek umožnily zachovat neobvykle vysokou biodiverzitu na mnoha typech stanovišť, od teplomilných šipákových doubrav po pralesovité horské bučiny, od teplomilných stepních porostů k podhorským přepásaným loukám a nejrůznějším typům drobných lesních i lučních mokřadů. Bílé Karpaty se staly pojmem především jako území s nejvyšší diverzitou a s největší kvantitou vstavačovitých rostlin (orchidejí) ve střední Evropě. Přírodní i kulturní faktory tak vytvářejí z Bílých Karpat území mimořádně cenné i v evropském kontextu.

## Geomorfologie
CHKO Bílé Karpaty se nachází v sousedících geomorfologických celcích Bílé Karpaty a Vizovická vrchovina. Jejich nadřazenou jednotkou je geomorfologická oblast Slovensko-moravské Karpaty

## Geologie
Z geologického hlediska se jedná o flyšové pohoří s převahou pískovců, slepenců a jílovců z období paleocénu až spodního eocénu. Výrazné zastoupení zde mají kromě pískovců a slepenců i jílovce z období vrchní křídy až paleocén. Flyšové pásmo je v oblasti Bílých Karpat tvořeno magurským příkrovem. Ten je tvořen příkrovovou bělokarpatskou jednotkou, která leží v bystrické jednotce. V reliéfu se výrazně projevují odolné vápence, které pocházejí z jurských usazenin bradlového pásma.

## Vodstvo
Většina území CHKO patří k povodí řek Váh a Morava.
Největšími přítoky Váhu jsou zde:
- Vlára
- Biela voda
- Klanečnica
- Bošáčka
- Drietomica

Vlára zpětnou erozí pronikla do Vizovických vrchů, kde se říčním pirátstvím zmocnila části povodí Moravy.
Do Moravy z oblasti vtékají :
- Olšava
- Chvojnica
- Myjava
- Velička
- Okluky

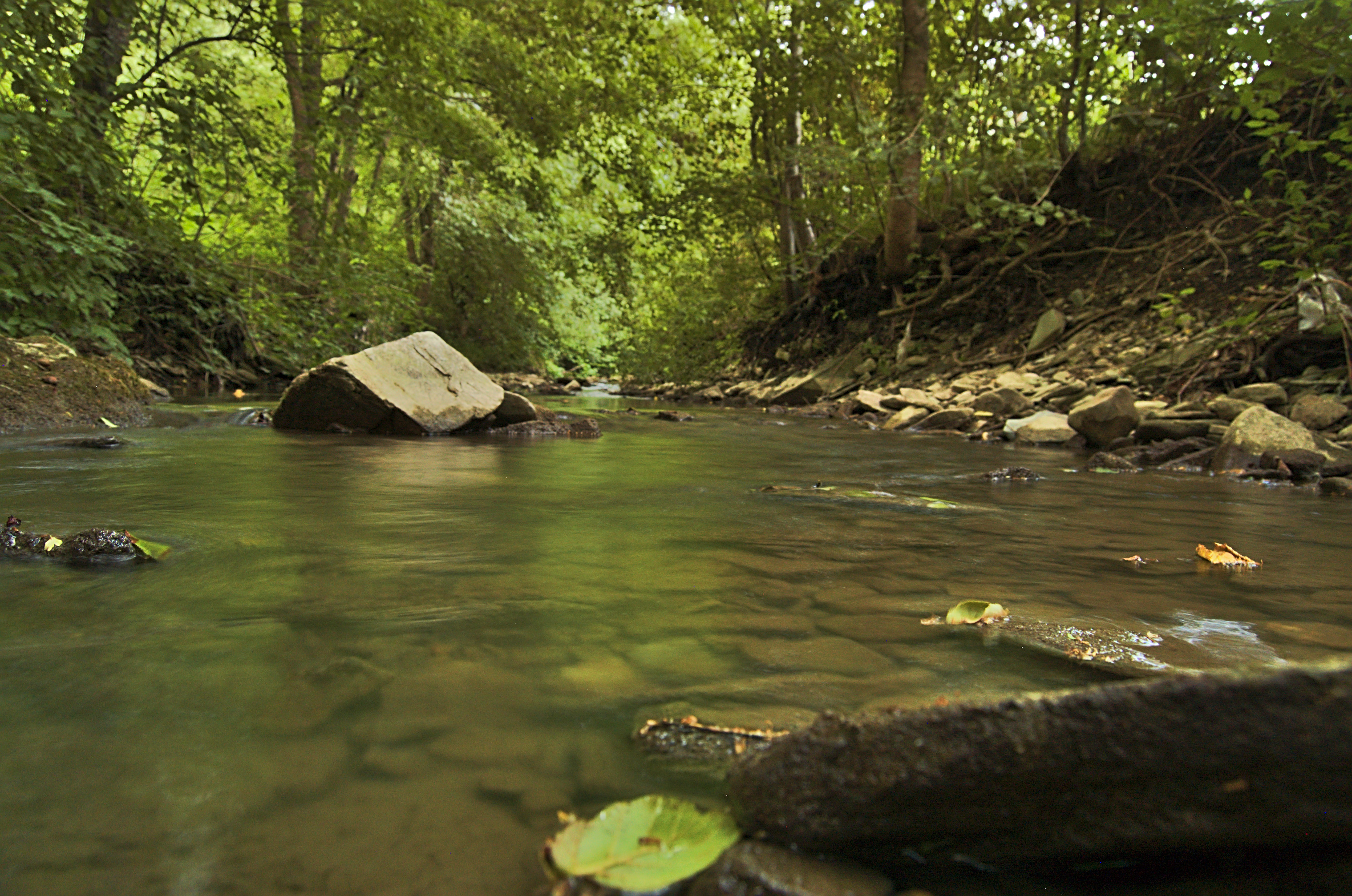
Velička u osady Čerešnické mlýny, Nová Lhota

Flyšový charakter pohoří, který způsobuje nedostatečné vsakování podzemních vod a jejich celkově mělký oběh, způsobuje nevyrovnaný průtok vodních toků. Největší bývá v jarním období.

## Klima
Klimatická rajonizace vyčleňuje na území CHKO všechny 3 klimatické oblasti a několik klimatických podoblastí (zejména mírně teplá 10 a mírně teplá 9). Převážná část území je začleněna do mírně teplé oblasti s krátkým mírně suchým létem (průměrná teplota v červenci 16–18 °C, počet letních dnů 30–40), mírným jarem (průměrná teplota v dubnu 6–7 °C) a mírným podzimem (průměrná teplota v říjnu 6–7 °C). Zima je normálně dlouhá, mírně chladná se sněhovou pokrývkou spíše kratší (60–100 dní, průměrná teplota v lednu −3 až −4 °C, v níže položených místech −2 až −3 °C). Jako průměrná roční teplota se uvádí 8,1 °C a průměrný úhrn ročních srážek je 752 mm. 

## Lesy
V lesích zde hojně roste dub letní (Quercus robur), dub zimní (Quercus petraea), jeřáb břek (Sorbus torminalis), buk lesní (Fagus sylvatica), habr obecný (Carpinus betulus) a javor klen (Acer pseudoplatanus) 
Velmi vzácně se zde vyskytuje dub šípák (Quercus pubescens). 
Lesnatost území je 45 %.

## Flóra
Bělokarpatské louky jsou bohaté na chráněné druhy orchidejí: roste zde vstavač mužský (Orchis mascula), vstavač kukačka (Anacamptis morio, dříve Orchis morio), vstavač vojenský (Orchis militaris), prstnatec májový (Dactylorhiza majalis), prstnatec pleťový (Dactylorhiza incarnata), pětiprstka žežulník (Gymnadenia conopsea), pětiprstka hustokvětá (Gymnadenia densiflora), střevíčník pantoflíček (Cypripedium calceolus), hlízovec Loeselův (Liparis loeselii), vemeník dvoulistý (Platanthera bifolia) a hlístník hnízdák (Neottia nidus-avis). Z dalších vzácných rostlin zde roste např. záraza bílá (Orobanche alba), len tenkolistý (Linum tenuifolium), bílojetel bylinný (Dorycnium herbaceum) a hořeček žlutavý (Gentianella lutescens). 

## Fauna
Současná fauna CHKO je velmi bohatá. Odhaduje se, že zde žije 50–60 % fauny ČR a že zde žije 20 tisíc živočišných druhů, z toho nejméně 16 tisíc druhů hmyzu.
Z brouků zde žije tesařík alpský (Rosalia alpina), roháč obecný (Lucanus cervus), krasec uherský (Anthaxia hungarica) a nosatec (Donus vienensis).
Z motýlů zde najdeme např. perleťovce dvouřadého (Brenthis hecate), modráska hořcového (Maculinea alcon), modráska očkovaného (Maculinea teleius), vřetenušku ligrusovou (Zygaena carniolica) a martináče hrušňového (Saturnia pyri). 
V CHKO žije kudlanka nábožná (Mantis religiosa) a z pavouků sklípkánek černý (Atypus piceus) a vzácní sekáči (Zacheus crista) a (Egaenus convexus).
Z obojživelníků v CHKO najdeme např. tyto druhy ropuchu zelenou (Bufo viridis), ropuchu obecnou (Bufo bufo) a skokana hnědého (Rana temporaria)kuňku žlutobříchou (Bombina variegata) a mloka skvrnitého (Salamandra salamandra). 
Z plazů zde žije ještěrka živorodá (Zootoca vivipara), slepýš křehký (Anguis fragilis), užovka obojková (Natrix natrix), užovka stromová (Zamenis longissimus) a velmi vzácně i zmije obecná (Vipera berus). 
Z ptáků zde najdeme koroptve polní (Perdix perdix), křepelky polní (Coturnix coturnix) a chřástala polního (Crex crex), lindušku lesní (Anthus trivialis), strnada lučního (Emberiza calandra),či bramborníčka hnědého (Saxicola rubetra), holuba doupňáka (Columba oenas), krutihlava obecného (Jynx torquilla), strakapouda velkého (Dendrocopos major), strakapouda prostředního (Dendrocopos medius), strakapouda bělohřbětého (Dendrocopos leucotos) či datla černého (Dryocopus martius). Z dravců zde hnízdí káně lesní (Buteo buteo), jestřáb lesní (Accipiter gentil) a včelojed lesní (Pernis apivorus).
Ze savců zde žijí ježek východní (Erinaceus concolor), bělozubka bělobřichá (Crocidura leucodon) a plch velký (Glis glis). 
Z netopýrů zde žijí vrápenec malý (Rhinolophus hipposideros), netopýr velký (Myotis myotis), netopýr ušatý (Pletocus auritus), netopýr dlouhouchý (Plecotus austriacus), netopýr večerní (Eptesicus serotinus) a netopýr hvízdavý (Pipistrellus pipistrellus).
Z velkých šelem se sem ze Slovenska zatoulávají rys ostrovid (Lynx lynx), vlk obecný (Canis lupus) a medvěd hnědý (Ursus arctos).

## Maloplošná zvláště chráněná území
(stav k 1. 9. 2020) (52)
Národní přírodní rezervace (NPR) (5)
- Čertotyje (325,5785 ha)
- Javorina (165,8702 ha)
- Jazevčí (99,2804 ha)
- Porážky (49,7605 ha)
- Zahrady pod Hájem (162,3326 ha)

Národní přírodní památka (NPP) (1)
- Búrová (18,8101 ha)

Přírodní rezervace (PR) (16)
- Bílé potoky (8,78 ha)
- Dolnoněmčanské louky (28,816 ha)
- Drahy (15,0797 ha)
- Hladké (38,4076 ha)
- Horní louky (6,2919 ha)
- Hutě (12,3 ha)
- Jalovcová stráň (8,6354 ha)
- Javorůvky (5,4673 ha)
- Kútky (66,4223 ha)
- Lazy (3,1218 ha)
- Machová (118,19 ha)
- Nová hora (29,6071 ha)
- Ploščiny (19,29 ha)
- Pod Žitkovským vrchem (16,0572 ha)
- Sidonie (13,06 ha)
- Ve Vlčí (21,6829 ha)

Přírodní památka (PP) (30)
- Bahulské jamy (14,0908 ha)
- Cestiska (2,9832 ha)
- Dobšena (1,4861 ha)
- Dubiny (1,3657 ha)
- Grun (3,4562 ha)
- Hluboče (2,58 ha)
- Hrnčárky (4,0458 ha)
- Chladný vrch (2,58 ha)
- Chmelinec (2,7616 ha)
- Kalábová (0,5824 ha)
- Kalábová 2 (0,2489 ha)
- Kaňúry (13,4371 ha)
- Lom Rasová (4,4332 ha)
- Mechnáčky (9,6531 ha)
- Mravenčí louka (15,3527 ha)
- Nové louky (12,9588 ha, luční)
- Okrouhlá (11,81 ha)
- Pod Cigánem (0,2550 ha)
- Pod Hribovňou (6,6464 ha)
- Pod Vrchy (1,2083 ha)
- Sviní hnízdo (5,34 ha)
- Šumlatová (0,8229 ha)
- U Petrůvky (2,27 ha)
- U zvonice (1,27 ha)
- Uvezené (14,39 ha)
- V Krátkých (1,3657 ha)
- Vápenky (10,6 ha)
- Za lesem (1,22 ha)
- Záhumenice (11,0056 ha)
- Žerotín (1,8588 ha)

## Památné stromy
- Adamcova oskeruše, evidenční č.: 100965, jeřáb oskeruše (Sorbus domestica), stáří: 400 let, jedná se pravděpodobně o nejstarší jeřáb oskeruši v celé ČR, obvod kmene: 460 cm (2001), výška stromu: 17 m (2001), obec: Strážnice, souřadnice: 48°54′4″ s. š., 17°19′ v. d., leží na území přírodní památky Žerotín, rok vyhlášení: 1999.

- Tomečkova oskoruša ev. č.: 104862, jeřáb oskeruše (Sorbus domestica), stáří: 250 let, obvod kmene: 278 cm, výška stromu: 16 m, obec: Tvarožná Lhota, souřadnice: 48°52′14,16″ s. š., 17°22′20,64″ v. d., rok vyhlášení: 2007.
- Špirudova oskeruše, ev. č.: 100960, jeřáb oskeruše (Sorbus domestica), stáří: 350 let, obvod kmene: 403 cm, výška: 12 m, obec: Tvarožná Lhota, souřadnice: 48°52′10,61″ s. š., 17°22′22,61″ v. d., rok vyhlášení: 2001.
- Dub v Jiříkovci, ev. č.: 100964, dub letní (Quercus robur), stáří: 420 let, obvod kmene: 470 cm, výška: 22 m,, obec: Tvarožná Lhota, souřadnice: 48°51′29″ s. š., 17°24′14″ v. d., rok vyhlášení: 1999.
- Obecní dřín, ev. č.: 105153, dřín obecný (Cornus mas), stáří: 60 let, obvod kmene: 347 cm, výška: 7 m, obec: Tvarožná Lhota, souřadnice: 48°51′50,2″ s. š., 17°22′37″ v. d., rok vyhlášení: 2007.
- Kněždubské lípy, ev. č.: 100966, 3 lípy velkolisté (Tilia platyphyllos), obec: Kněždub, souřadnice: 48°53′15″ s. š., 17°23′58″ v. d., rok vyhlášení: 1999.
- Nejedlíkova oskeruše, ev. č.: 100962, jeřáb oskeruše (Sorbus domestica), stáří: 200 let, obvod kmene: 316 cm, výška: 20 m, obec: Kněždub, souřadnice: 48°52′27″ s. š., 17°24′52″ v. d., rok vyhlášení: 2000.
- Hruška Pavlových, ev. č.: 105361, hrušeň obecná (Pyrus communis), stáří: 150 let, obvod kmene: 258 cm, výška: 13 m, obec: Korytná, souřadnice: 48°56′20″ s. š., 17°39′30″ v. d., rok vyhlášení: 2009.
- Topol u Volenova, ev. č.: 100686, topol šedavý (Populus canescens), stáří: 150 let, obvod kmene: 715 cm, výška: 29 m, obec: Suchá Loz, souřadnice: 48°57′49″ s. š., 17°40′47″ v. d., rok vyhlášení: 2002.
- Dub u Kamenné búdy, ev. č.: 100689, dub letní (Quercus robur), stáří: 220 let, obvod kmene: 378 cm, výška: 23 m, obec: Strání, souřadnice: 48°53′30″ s. š., 17°39′28″ v. d., rok vyhlášení: 2000.
- Buk u Zámečku, ev. č.: 100665, buk lesní převislý (Fagus sylvatica 'Pendula'), obvod kmene: 275 cm, výška: 13 m, obec: Strání, souřadnice: 48°54′8″ s. š., 17°42′24″ v. d., rok vyhlášení: 2004.
- Lípy u kapličky, ev. č: 100664, 1 lípa velkolistá + 1 lípa srdčitá (Tilia platyphyllos) + (Tilia cordata), obec: Strání, souřadnice: 48°54′27″ s. š., 17°41′39″ v. d., rok vyhlášení: 2004.
- Bojkovský dub nad kostelem, ev. č.: 100671, dub letní (Quercus robur)', stáří: 400 let, obvod kmene: 489 cm, výška: 21 m, obec: Bojkovice, souřadnice: 49°2′28″ s. š., 17°48′41″ v. d., rok vyhlášení: 2002.
- Lípa v Ohrádce, ev. č.: 105504, lípa srdčitá (Tilia cordata), stáří: 300 let, obvod kmene: 425 cm, výška 14 m, obec: Hostětín, souřadnice: 49°3′12″ s. š., 17°52′33″ v. d., rok vyhlášení: 2010.
- Lípa v Šanově, ev. č.: 100988, lípa velkolistá (Tilia platyphyllos), stáří: 200 let, obvod kmene: 515 cm, výška: 21 m, obec: Šanov, souřadnice: 49°2′47″ s. š., 17°53′53″ v. d., rok vyhlášení: 2000.
- Klen ve Vlčí, ev. č.: 105084, javor klen (Acer pseudoplatanus),stáří: 250 let, obvod kmene: 508 cm, výška: 27 m, obec: Vyškovec, souřadnice: 48°55′47″ s. š., 17°51′18″ v. d., rok vyhlášení: 2007.
- Lípa u Šamáků, ev. č.: 105083, lípa velkolistá (Tilia platyphyllos), stáří: 200 let, obvod kmene: 513 cm, výška: 27 m, obec: Vyškovec, souřadnice: 48°55′56″ s. š., 17°51′19″ v. d., rok vyhlášení: 2007.
- Mandincova lípa, ev. č.: 100683, lípa velkolistá (Tilia platyphyllos), stáří: 300 let, obvod kmene: 551 cm, výška: 25 m, obec: Vyškovec, souřadnice: 48°56′18″ s. š., 17°50′14″ v. d., rok vyhlášení: 2001.
- Rapantova lípa, ev. č.: 100684, lípa velkolistá (Tilia platyphyllos), stáří: 200 let, obvod kmene: 375 cm, výška: 24 m, obec: Vyškovec, souřadnice: 48°56′6″ s. š., 17°50′31″ v. d., rok vyhlášení: 2001.
- Františkův břek, ev. č.: 100688, jeřáb břek (Sorbus torminalis), stáří: 150 let, obvod kmene: 380 cm, výška: 18 m, obec: Vápenice, souřadnice: 48°57′15″ s. š., 17°50′31″ v. d., rok vyhlášení: 2001.
- Janův buk, ev. č.: 100687, buk lesní (Fagus sylvatica), stáří: 200 let, obvod kmene: 584 cm, výška: 24 m, obec: Vápenice, souřadnice: 48°57′15″ s. š., 17°50′31″ v. d., rok vyhlášení: 2001.
- Lípa u Dvora, ev. č.: 104719, lípa velkolistá (Tilia platyphyllos), stáří: 300 let, obvod kmene: 490 cm, 24 m, obec: Vlachovice, souřadnice: 49°7′23″ s. š., 17°56′21″ v. d., rok vyhlášení: 2006.
- Kalitův dub, ev. č.: 100991, dub letní (Quercus robur), stáří: 300 let, obvod kmene: 509 cm, výška: 29 m, obec: Lipina, souřadnice: 49°7′56″ s. š., 17°59′10″ v. d., rok vyhlášení: 1999.
- Lípa Jaruška v Lipině, ev. č.: 105154, lípa velkolistá (Tilia platyphyllos), stáří: 150 let, obvod kmene: 322 cm, výška 22 m, obec: Lipina, souřadnice: 49°7′51″ s. š., 17°59′3″ v. d., rok vyhlášení: 2008.
- Čtyřbuk u Slavičína, ev. č.: 105383, buk lesní (Fagus sylvatica), stáří: 200 let, obvod kmene: 428 cm, výška: 30 m, obec: Lipová, souřadnice: 49°6′22″ s. š., 17°53′36″ v. d., rok vyhlášení: 2009.
- 4 lípy u kostela, ev. č.: 101019, 2 lípy velkolisté + 2 lípy srdčité (Tilia platyphyllos) + (Tilia cordata), stáří: 200 let, obec: Valašské Klobouky, souřadnice: 49°8′29″ s. š., 18°0′20″ v. d., rok vyhlášení: 1987.
- Pechancův dub, ev. č.: 100990, dub zimní (Quercus petraea), stáří: 200 let: obvod kmene: 371 cm, výška: 29 m, obec: Valašské Klobouky, souřadnice: 49°7′35″ s. š., 18°0′22″ v. d., rok vyhlášení: 1999.
- Návojský dub, ev. č.: 100989, dub letní (Quercus robur), stáří: 300 let, obvod kmene: 465 cm, výška 23 m, obec: Návojná, souřadnice: 49°6′13″ s. š., 18°2′47″ v. d., rok vyhlášení: 1999.
- Dub na Paseckých Lazech, ev. č.: 105382, dub letní (Quercus robur), stáří: 300 let, obvod kmene: 507 cm, výška: 20 m, obec: Nedašova Lhota, souřadnice: 49°8′3″ s. š., 18°5′53″ v. d., rok vyhlášení: 2009.
- Karlův dub, ev. č.: 105381, dub letní (Quercus robur), stáří: 300 let, obvod kmene: 488 cm, výška: 25 m, obec: Nedašova Lhota, souřadnice: 49°7′49″ s. š., 18°5′33″ v. d., rok vyhlášení: 2009.

## Bělokarpatské louky
Již od svého vyhlášení v roce 1980 se ochrana přírody v CHKO zaměřuje především na ochranu luk a lučních společenstev. Celkem zde bylo vyhlášeno 42 lučních maloplošných zvláště chráněných území s celkovou plochou 1 127 ha. Jedná se o jednosečné, výjimečně při nadměrných srážkách i dvousečné louky. Pro dosažení maximální druhové biodiverzity na loukách je nutné kosit je postupně, mozaikovitě.
Louky vznikly jako polopřirozená náhradní vegetace na místě původních teplomilných doubrav, dubohabřin a bučin. Odlesněné plochy se pod vlivem seče a pastvy proměnily v louky a pastviny. 
Po roce 1989 došlo k útlumu zemědělské produkce a obnovování luk. Do roku 2010 bylo zatravněno více než 7 000 ha orné půdy. Na loukách bylo zjištěno přes 800 druhů rostlin, z nichž 27 je kriticky ohrožených, 34 silně ohrožených a 32 ohrožených druhů. Bylo zde také nalezeno přes 400 druhů mechorostů.
V CHKO Biele Karpaty je situace značně odlišná, správa CHKO pečuje jen asi o 100 ha luk. Největší část její péče se tam zaměřuje na ochranu vápencových bradel.

## Fotogalerie

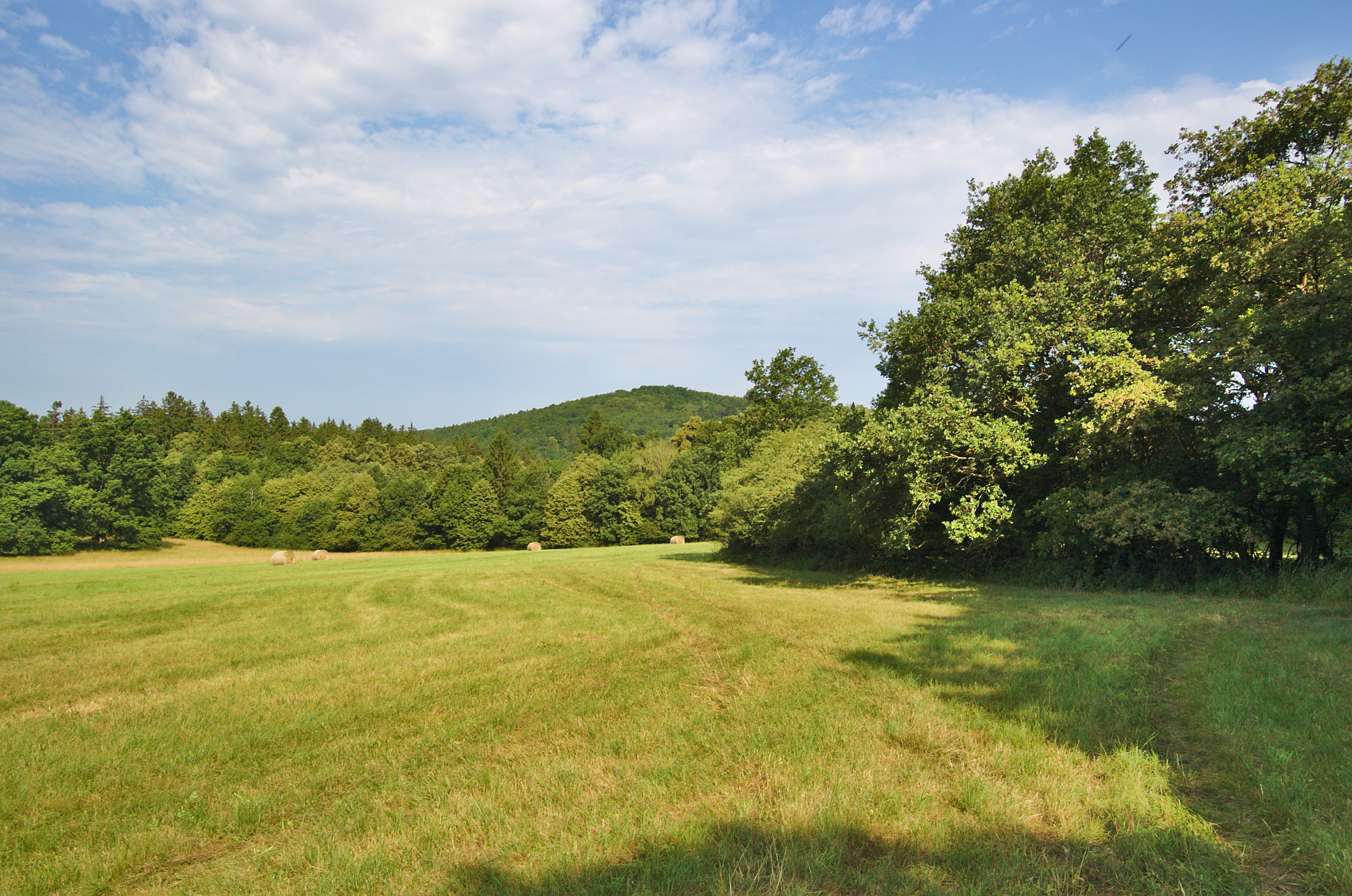
Národní přírodní rezervace Čertoryje
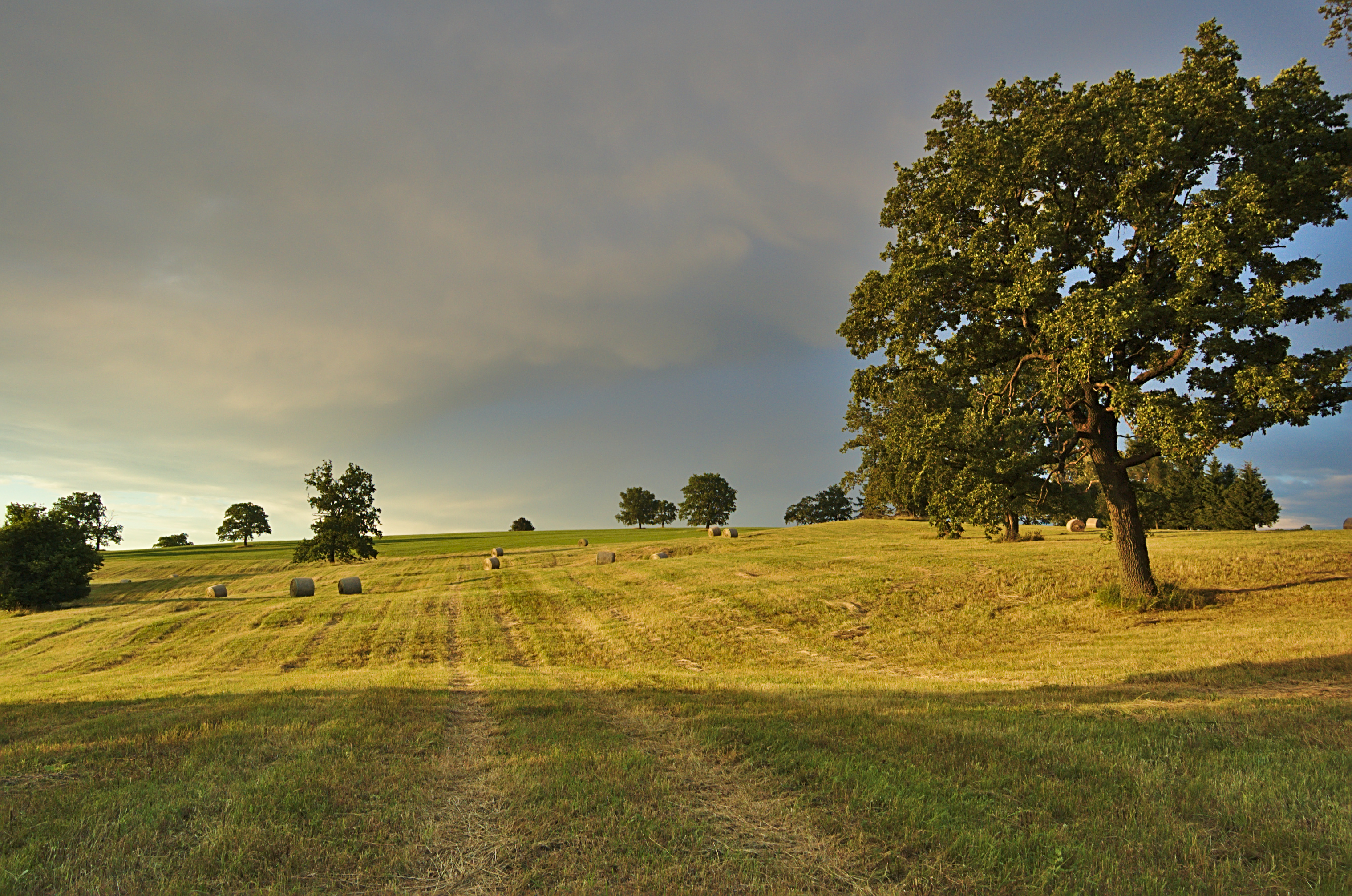
Kopec Lesná
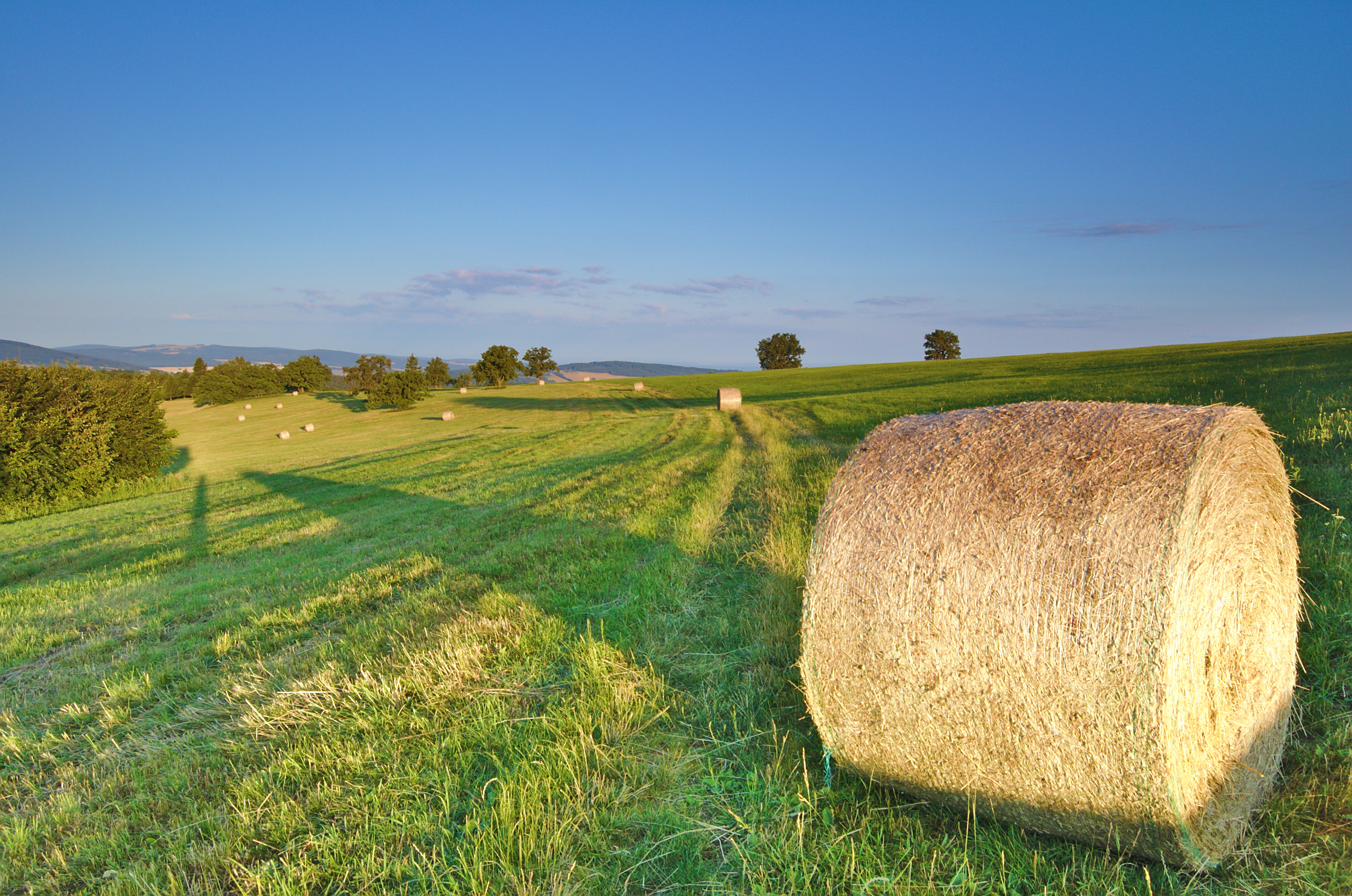
Kopec Lesná
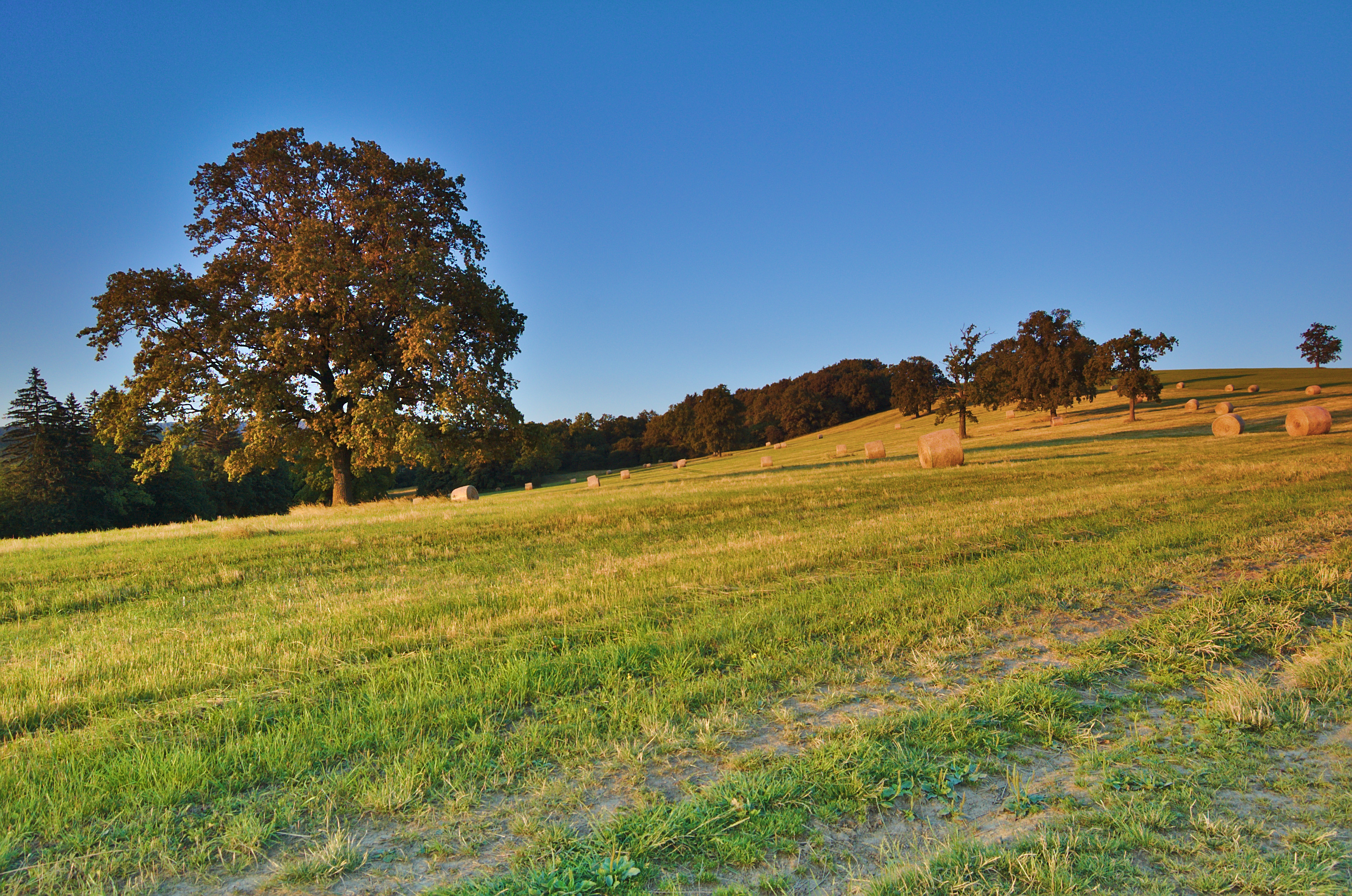
Přírodní památka Bahulské jamy
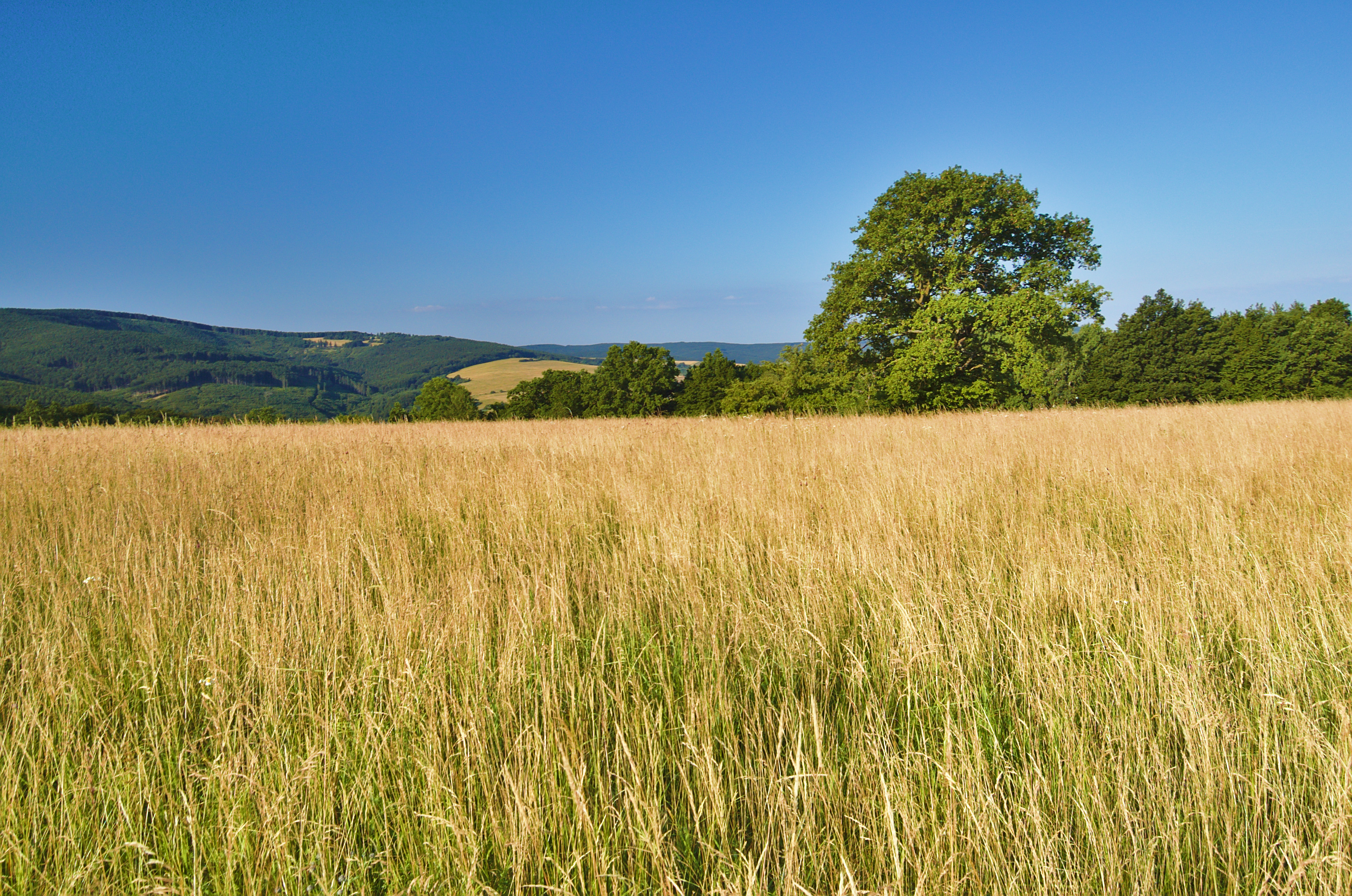
Národní přírodní rezervace Porážky
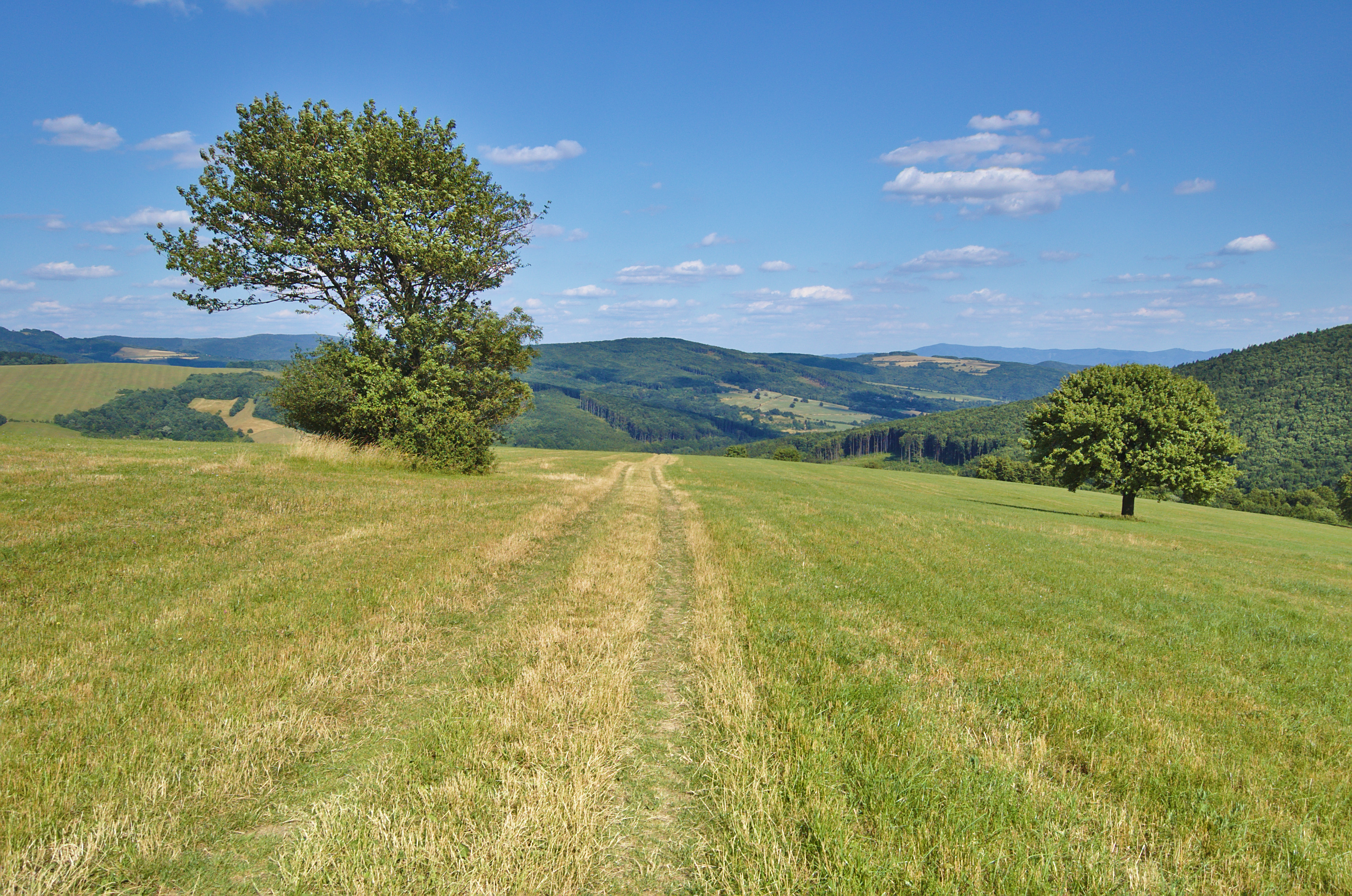
Výhled směr Květná
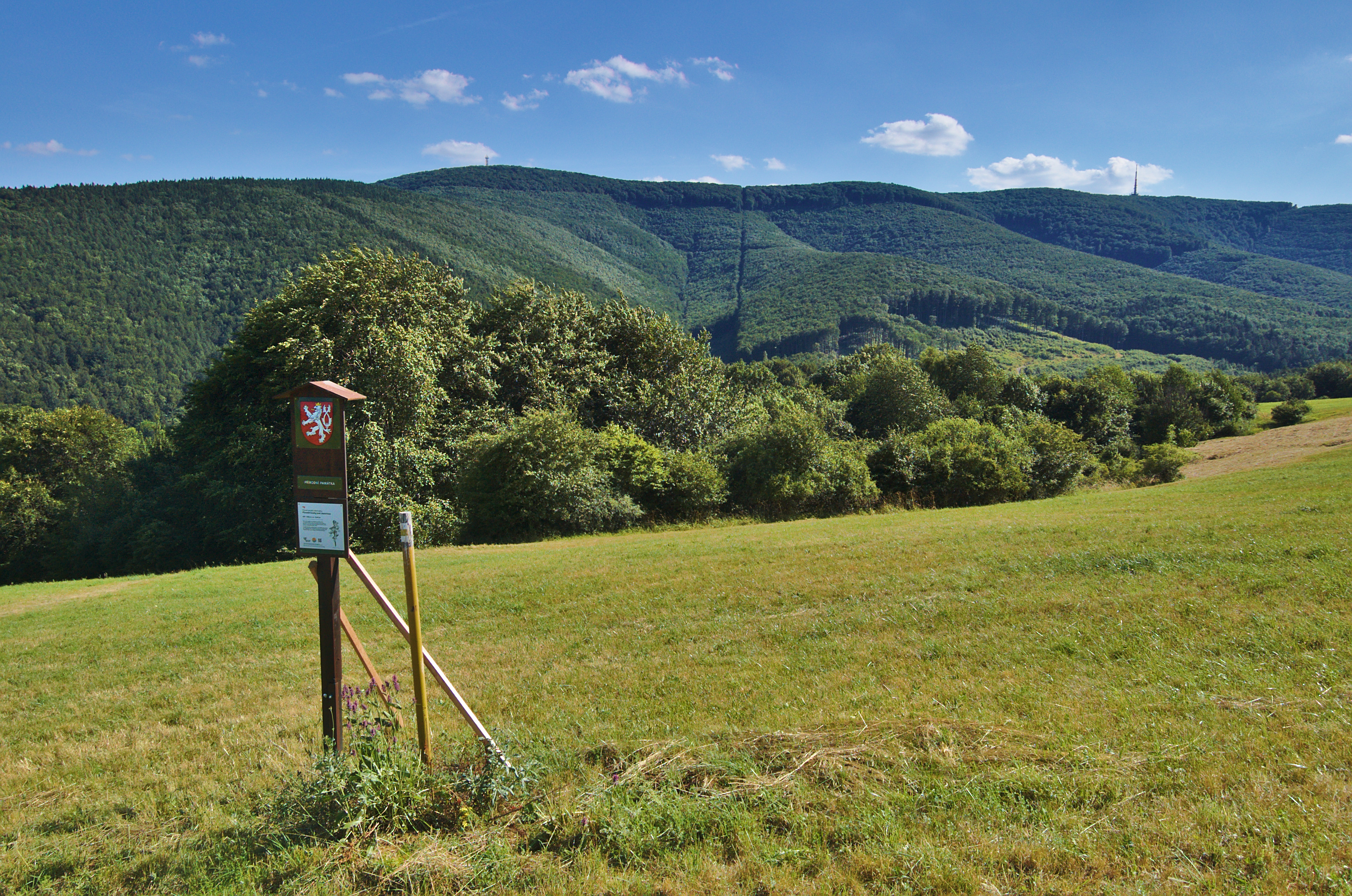
Přírodní památka Mechnáčky, v pozadí Velká Javořina a Jelenec